# Аль-Біруні
Абу-р-Райхан Мухаммад ібн Ахмад ал-Біруні, частіше просто Аль Біруні (4 жовтня 973 — 13 грудня 1048) — хорезмський вчений-енциклопедист. Працював при дворі хорезмшахів. Писав арабською мовою.

## Життєпис
Народився в Кяті (Південний Хорезм; нині місто Біруні, Каракалпакстан). Здобув широку математичну і філософську освіту. Жив в Кяті і Гургані при дворах місцевих правителів, потім — в Хорезмі при дворі шаха Мамуна, очолював Академію Мамуна, яка об'єднувала видних учених, серед них — Ібн Сіна, ал-Хорезмі. З 1017 року, після завоювання Хорезму султаном Махмудом Газневідом, Біруні жив у Газні при дворі султана Махмуда і його наступників Масуда і Маудуда, брав участь в походах Махмуда до Індії, де прожив декілька років.
Вмирав при повній тямі і, попрощавшись зі всіма друзями, запитав останнього: «Що ти тлумачив мені одного разу про методи рахунку неправедних прибутків?» «Як Ви можете думати про це в такому стані?» — здивовано вигукнув той. «Ех ти! — сказав Біруні ледве чутно. — Я думаю, що покинути цей світ, знаючи відповідь на це питання, краще, ніж піти з нього неуком».

## Творча спадщина
Твори Біруні є значним внеском у математику, астрономію, фізику, мінералогію, історію та етнографію. Біруні описав календарні системи арабів, персів, греків, євреїв, хорезмійців та інших народів. Автор фундаментальної праці про Індію. Загалом, Аль-Біруні залишив 152 наукових дослідження. З цієї величезної спадщини до нас дійшло лише 30.
У низці трактатів Біруні виклав основи математики й астрономії. Вперше на Середньому Сході висловив думку про рух Землі навколо Сонця. Обчислив довжину кола Землі. Визначив питому вагу багатьох мінералів.
Уявлення аль-Біруні про світоустрій, рух Землі, сили тяжіння набагато випереджали його час. Висловлював сумнів у справедливості геоцентричної системи Птолемея. Приєднуючись до ідей староіндійських учених про тотожність зірок і Сонця, вважав Сонце вогненною кулею, на відміну від Місяця і планет, що відбивають сонячне світло. Пояснив явище ранішньої і вечірньої зорі як наслідок свічення порошинок в променях прихованого за горизонтом Сонця. Висловив думку про «димоподібну» природу хвостів, що світилися біля диска Сонця під час його затемнень (сонячна корона).
Розробив астрономічні методи геодезичних вимірювань. Удосконалив основні астрономічні інструменти, якими користувалися у той час (астролябію, квадрант, секстант), розвинув теорію тіней — гномоніку. Побудував перший нерухомий (стінний) квадрант радіусом 7,5 м для точних (до 2') спостережень Сонця і планет, який протягом 400 років був найбільшим у світі. Проведені ним вимірювання нахилу екліптики до екватора протягом багатьох століть залишалися неперевершеними за точністю.

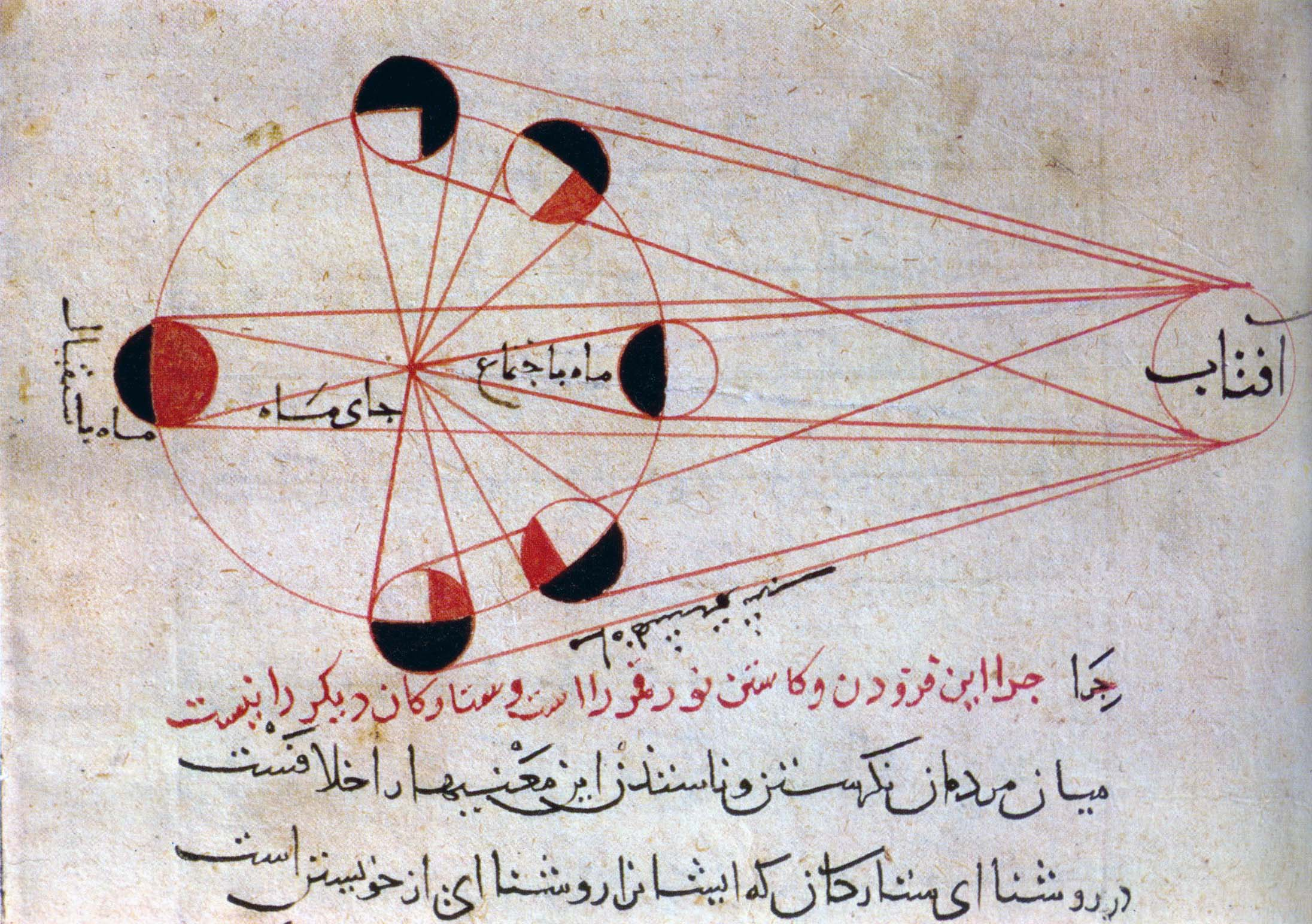
Ілюстрація з книги Біруні перською мовою з роз'ясненням фаз Місяця

Одним з перших після старогрецьких учених почав розвивати і широко застосовувати плоску і сферичну тригонометрію як математичну основу практичної астрономії. Розробив новий, вельми точний метод визначення радіусу Землі шляхом спостереження положення горизонту з вершини гори. За 600 років до Віллеброрда Снелліуса запропонував тригонометричний метод вимірювання відстаней, схожий з сучасною тріангуляцією.
Свої астрономічні дослідження аль-Біруні описав в трьох фундаментальних творах: «Книга, що містить роз'яснення належних індійцям учень, прийнятних розумом або відкинутих» («Індія»), «Канон Масуда з астрономії і зіркам», «Книга напоумлення началам науки про зірки».
Геологічні та гірничі знання Аль-Біруні виклав у книзі «Зібрання відомостей для пізнання коштовностей» (XI ст.).
У поясненні природи Біруні стояв на стихійно-матеріалістичних позиціях. З іронією ставився до релігії, заперечував астрологію.
Виступав проти ворожнечі між народами.
На честь Аль-Біруні назване узбецьке місто Біруні.

## Твори Аль-Біруні
- ал-Бируни Абу Райхан. Трактат об определении хорд в круге при помощи ломаной линии, вписанной в него. Из истории науки и техники в странах Востока, 3, 1963, с. 93–147.
- ал-Бируни Абу Райхан. Книга об индийских рашиках. Из истории науки и техники в странах Востока, 3, 1963, с. 148—170.
- Бируни Абу Райхан. Избранные произведения. Ташкент: Фан, 1973–76.
- ал-Бируни. Об отношениях между металлами и драгоценными камнями по объёму. В кн.: Из истории физико-математических наук на средневековом Востоке. М.: Наука, 1983, с. 141—160.
- Бируни Абу Рейхан. Индия. Пер. А. Б. Халидова, Ю. Завадовского. М. Ладомир. 1995.